# Gustav Maran

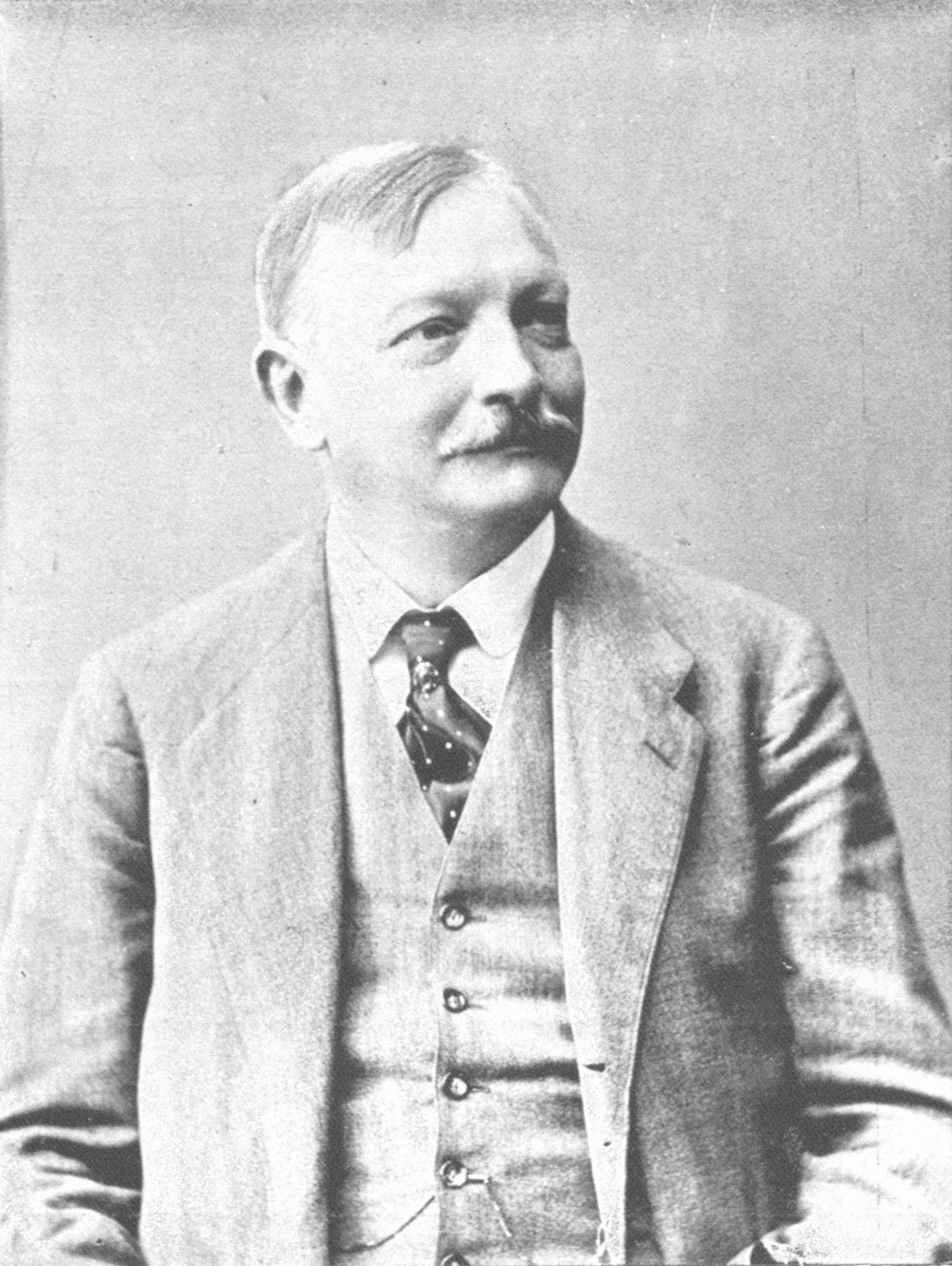
Gustav Maran wenige Wochen vor seinem Tode (Photo: Charles Scolik, 1917)

Gustav Maran, eigentlich Gustav Dolezal (* 8. Jänner 1854 in Wien; † 19. Mai 1917 in Sulz, Niederösterreich) war ein österreichischer Theaterschauspieler und Komiker.

## Leben
Maran, Sohn eines Rechnungsbeamten, absolvierte zuerst eine Privathandelsschule. Danach arbeitete er anderthalb Jahre in den Comptoirs verschiedener Großhandlungshäuser. 1871 nahm er Schauspielunterricht bei Emilie Door. Bereits nach 14 Tagen hatte er seinen ersten Auftritt in einer Liebhaberrolle. Nach einem halben Jahr wechselte er an die Theaterakademie von Eduard Kirschner. Er erhielt zudem Unterricht von Carl Adolf Friese. Er erhielt 1873 sein erstes Engagement am neueröffneten Wiener Residenztheater. 1874 begann sein Wanderleben, das ihn an die kleinsten Theater in der Steiermark, Ungarn und Siebenbürgen führte. 1880 wurde er an das Theater in Czernowitz engagiert, durch ein Versehen des Agenten als Intrigant, während ein Kollege als Komiker engagiert wurde. Nachdem er in einen ernsten Rollen beinahe von der Bühne gelacht wurde, konnte sein Kollege in den komischen Rollen dem Publikum kaum ein Lächeln abgewinnen. Das Rollenfach wurde daraufhin getauscht. 1881 ging er nach Oldenburg, 1882 Krems, es folgten Linz, Ischl, erneut Linz, Salzburg und Baden bei Wien (1889–1890). Dort feierte er Erfolge als Ersatz für den erkrankten Schauspieler Felix Schweighofer. Danach spielte er in Preßburg, Reichenberg und Karlsbad, ehe er am 28. September 1894 am neueröffneten Theater in der Josefstadt als „Schulinspektor Blanchard“ in „Tata-Toto“ debütierte. Dort verblieb er bis zu seinem Tode 1917.
Er hatte auch als Filmschauspieler 1914 und 1916 zwei Auftritte.
In Wien-Donaustadt ist seit 1955 die Marangasse nach ihm benannt.
Sein ehrenhalber gewidmetes Grab befindet sich auf dem Hietzinger Friedhof in Wien (Gruppe 40, Nummer 8 B).

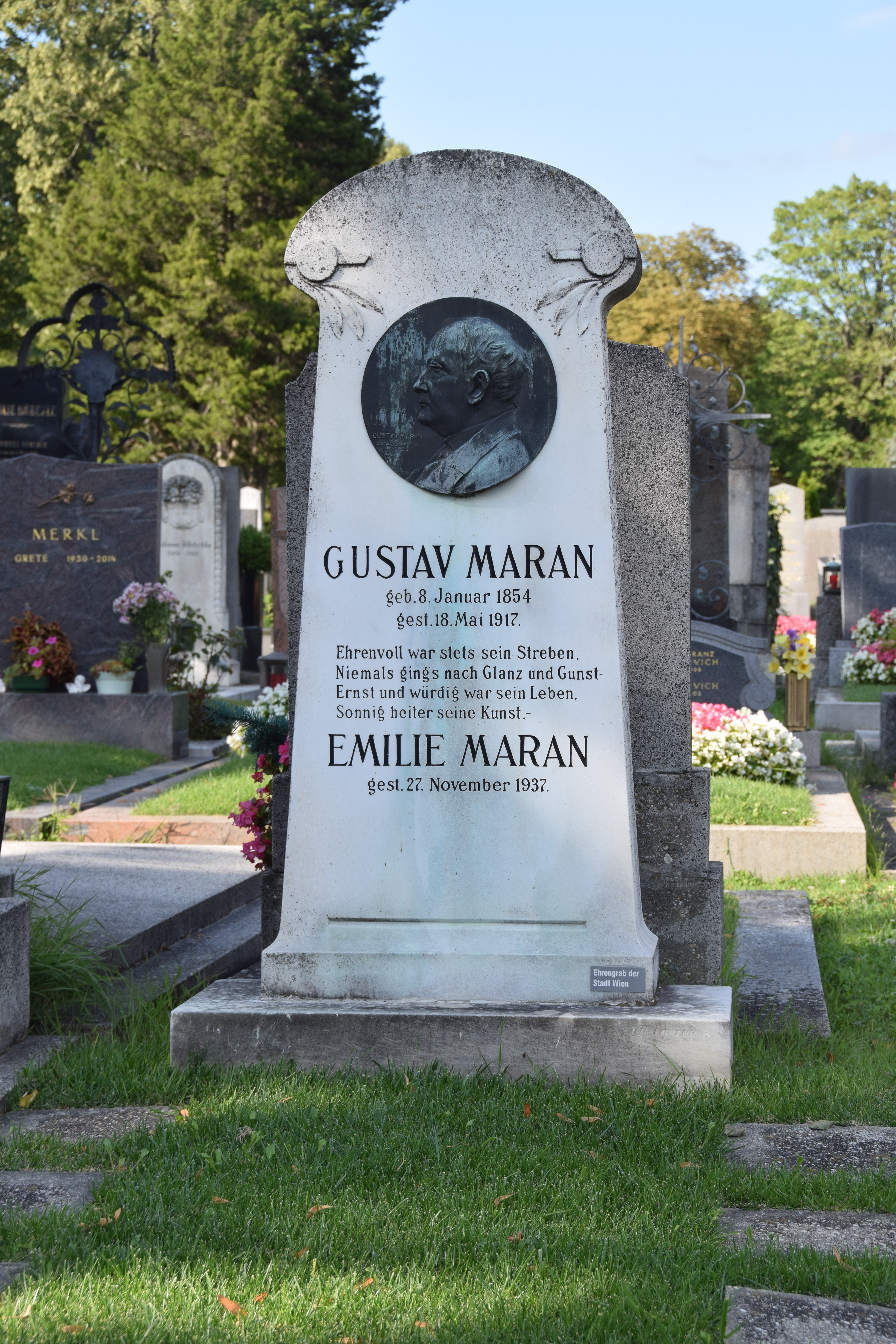
Grabstätte von Gustav Maran

## Filmografie
- 1914: Filmposse
- 1916: Dominik, wo ist die Tänzerin